# Det Danske Filminstitut
Pour les articles homonymes, voir DFI et [[:DFI]].
L'Institut danois du cinéma (en danois : Det Danske Filminstitut) est l'agence nationale danoise chargée de soutenir et d'encourager la culture cinématographique et de conserver les films dans l'intérêt national.
Également connu sous le nom de Filmhuset (« Maison du cinéma »), l'institut est situé Gothersgade, une rue dans le centre de Copenhague. Les installations destinées au grand public comprennent une bibliothèque et la Cinemateket, le musée national du film du Danemark.
Det Danske Filminstitut est d'une institution relevant du ministère danois des Affaires culturelles. Le directeur de l'institut du film est Claus Ladegaard. L'institut est membre d'European Film Promotion, le réseau des organisations cinématographiques européennes pour la promotion mondiale du cinéma européen.

## Histoire
L'Institut danois du film est fondé en 1972, remplaçant la Fondation danoise du film (en danois : Den Danske Filmfond). En 1996, une loi sur le cinéma danois entraine la fusion de l'Institut du film avec le Statens Filmcentral et le Musée national du cinéma danois, à compter de l'année suivante. L'institution déménage alors dans ses locaux actuels au Filmhuset, Gothersgade.

## Activités
Le Danske Filminstitut est actif dans trois domaines principaux :
- Production et développement de tous types de films
- Distribution et communication des films et de la culture cinématographique
- Archives et activités muséales

Le Danske Filminstitut présente des films danois dans des festivals à l'étranger et au Danemark et subventionne l'importation de films étrangers de qualité. Il gère la Danmarks Nationalfilmografi (filmographie nationale danoise), une base de données sur les films danois depuis 1896.

### Cinémathèque
Cinemateket est le musée national du film danois, dédié à élargir les connaissances et l'intérêt pour le cinéma danois et étranger. Il dispose de trois cinémas qui présentent une combinaison de classiques du cinéma et de films de qualité sur différents thèmes. Parfois, des films contemporains qui ne sont pas distribués sur le marché danois y sont projetés. Dans la vidéothèque de la bibliothèque, il est possible de visionner des courts métrages et des documentaires. Les autres installations comprennent une librairie, un café et un restaurant.

### Bibliothèque

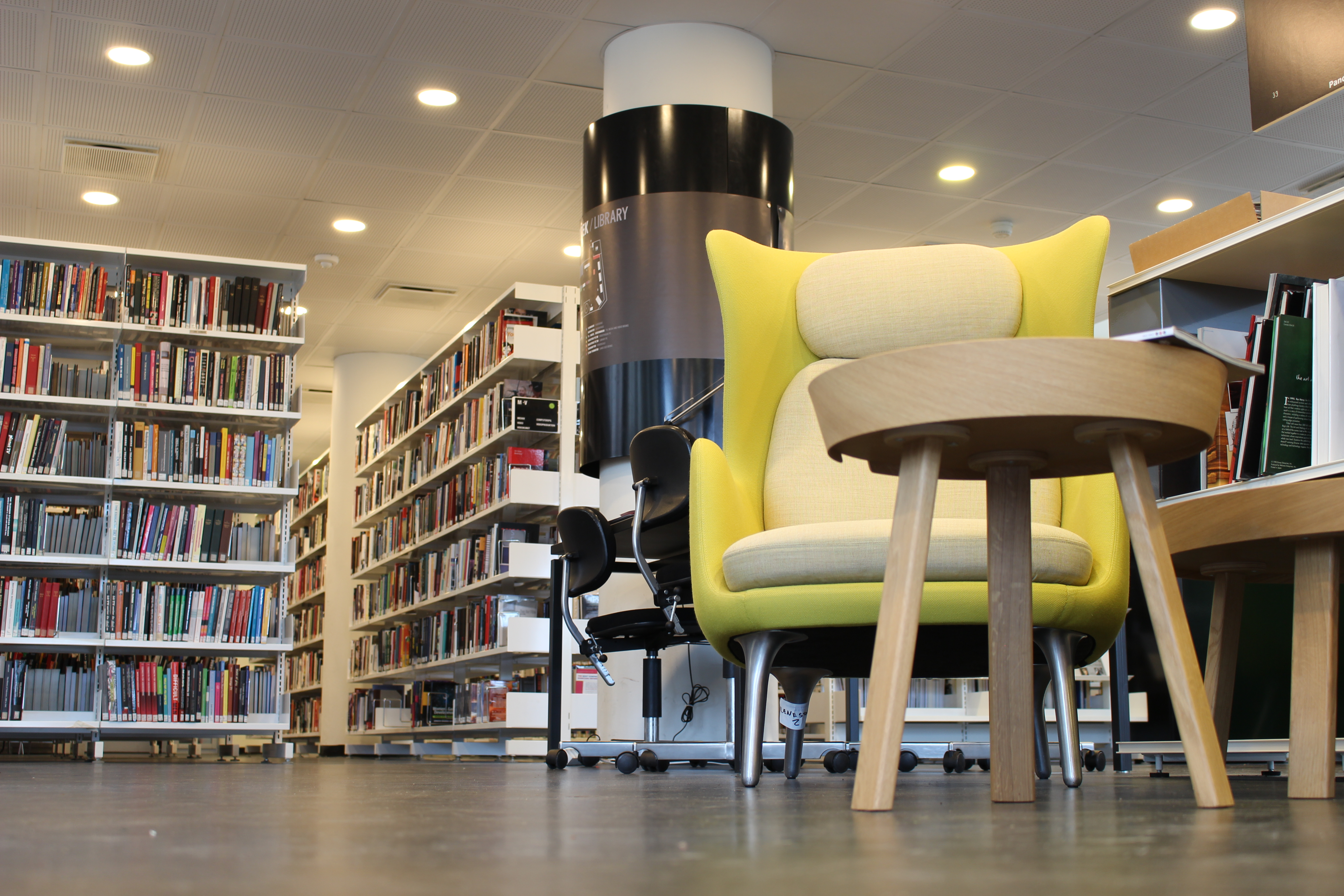
La bibliothèque.

La bibliothèque du Danske Filminstitut, située au premier étage, contient 55 000 livres et est abonnée à 240 magazines, principalement européens et américains. La bibliothèque prête des livres tandis que les magazines, les manuscrits et les publications plus rares ne peuvent être consultées que sur place.

## Directeurs
| Année     | Directeur              |
| --------- | ---------------------- |
| 1972-1973 | Erik Hauerslev         |
| 1974-1976 | Leif Feilberg          |
| 1976-1988 | Finn Abye              |
| 1988      | Mona Jensen            |
| 1988–1990 | Erik Crone             |
| 1990–1991 | Mona Jensen            |
| 1991–1993 | Bo Christensen         |
| 1993      | Mona Jensen            |
| 1993–1995 | Henrik Bering-Liisberg |
| 1995–1997 | Mona Jensen            |
| 1997–2007 | Henning Camre (da)     |
| 2007–2017 | Henrik Bo Nielsen (da) |
| 2018-     | Claus Ladegaard        |